# Moroqarqa
Moroqarqa (auch. Moro Karka) ist eine Ortschaft im Departamento La Paz im südamerikanischen Andenstaat Bolivien.

## Lage im Nahraum
Moroqarqa liegt in der Provinz Bautista Saavedra und ist die drittgrößte Ortschaft im Cantón Charazani im Municipio Charazani. Die Ortschaft liegt auf einer Höhe von 4483 m auf einer Hochfläche der südwestlichen Cordillera Apolobamba.

## Geographie
Moroqarqa liegt im Osten des bolivianischen Altiplanos am Rande der Cordillera Central. Das Klima der Region ist ein typisches Tageszeitenklima, bei dem die mittleren Temperaturschwankungen im Tagesverlauf deutlicher ausfallen als im Ablauf der Jahreszeiten.
Die Jahresdurchschnittstemperatur der Region liegt bei 11 °C (siehe Klimadiagramm Charazani, bereinigt um die Höhendifferenz) und schwankt nur wenig zwischen 8 °C im Juni/Juli und knapp 13 °C im November/Dezember. Der Jahresniederschlag beträgt etwa 750 mm, einer viermonatigen Trockenzeit von Mai bis August mit Monatswerten von unter 25 mm steht ein regenreicher Sommer von Dezember bis März gegenüber, in dem die monatlichen Niederschlagswerte teilweise deutlich über 100 mm liegen.

## Verkehrsnetz
Moroqarqa liegt in einer Entfernung von 241 Straßenkilometern nordwestlich von La Paz, der Hauptstadt des gleichnamigen Departamentos.
Von La Paz führt die asphaltierte Nationalstraße Ruta 2 in nordwestlicher Richtung 70 Kilometer bis Huarina, dort zweigt die Ruta 16 ab, die als asphaltierte Straße weiter in nordwestlicher Richtung in 97 Kilometern entlang des Titicacasees bis Escoma führt. Von dort führt die Ruta 16 weiter als unbefestigte Piste weiter nach Norden und erreicht nach 49 Kilometern Villa Rosario de Wilacala. Von dort sind es noch einmal fünfzehn Kilometer in nördlicher Richtung bis Llachuani. Dreieinhalb Kilometer nördlich von Llachuani zweigt eine Nebenstraße nach links in westlicher Richtung von der Ruta 16 ab und führt über Moroqarqa bis in die abgelegenen Goldabbaugebiete im Kanton Suches an der Grenze zu Peru.

## Bevölkerung
Die Einwohnerzahl der Ortschaft ist in dem Jahrzehnt zwischen den beiden letzten Volkszählungen um ein Drittel zurückgegangen:
| Jahr | Einwohner         | Quelle       |
| ---- | ----------------- | ------------ |
| 1992 | keine Detaildaten | Volkszählung |
| 2001 | 188               | Volkszählung |
| 2012 | 121               | Volkszählung |
| 2024 |                   | Volkszählung |

Die Region weist einen deutlichen Anteil an Quechua-Bevölkerung auf, im Municipio Charazani sprechen 87,4 Prozent der Bevölkerung Quechua.